# Magicplan
Magicplan é um aplicativo móvel desenvolvido pela empresa canadense Sensopia. O aplicativo permite que os usuários criem plantas baixas em tempo real usando a câmera de um smartphone ou tablet junto com a tecnologia de realidade aumentada (AR). O aplicativo está disponível para iOS e Android.

## História
O Magicplan foi desenvolvido em 2011 pela Sensopia em Montreal, Canadá. Em 2016, a Sensopia se fundiu com a B&O, um conglomerado alemão do setor imobiliário. Desde então, a empresa mantém escritórios em Montreal e Munique. A primeira versão do Magicplan foi lançada em 2011 para dispositivos iOS, e a versão para Android foi lançada em 2013. O aplicativo ganhou amplo reconhecimento e foi incluído na lista de Melhores Aplicativos do Ano de 2017 da Apple.

## Funções
O Magicplan combina a tecnologia de AR, por meio do ARKit da Apple, com a inteligência artificial (IA). Os usuários podem capturar as dimensões do cômodo, adicionar objetos, como móveis e eletrodomésticos, e incluir anotações e informações adicionais à planta.
O aplicativo inclui vários recursos, entre eles:
- Geração de plantas baixas em 2D e 3D[14]
- Detecção e medição automática de cômodos e objetos[15]
- Biblioteca de objetos com itens personalizáveis
- Integração com outros serviços de armazenamento em nuvem[16]
- Exportação em vários formatos de arquivo (por exemplo, PDF, JPG, DXF, OBJ, IFC e CSV)[17]
- Relatórios de campo, incluindo fotos, imagens 360°, notas e formulários personalizados[18]
- Criação de orçamentos e cotações calculando preços automaticamente[19][20]
- Ferramentas de colaboração para compartilhar e editar plantas baixas em tempo real

## Usos
O aplicativo é usado por profissionais e indivíduos para várias finalidades, tais como:
- Agentes imobiliários e corretores para a comercialização de propriedades[21][22]
- Arquitetos e designers de interiores para planejamento de projetos[23][24]
- Empreiteiros para se manterem organizados e prepararem orçamentos[25]
- Proprietários e locatários de imóveis para planejamento de espaço[26][27]
- Avaliadores de sinistros e empreiteiros para estimar danos à propriedade[28][29]
- Gerentes de instalações para gerenciar ativos de edifícios e tarefas de manutenção[30]